# Chiesa di Santa Maria dell'Oliveto
La chiesa di Santa Maria dell'Oliveto, anche nota come chiesa vecchia di Montericco, è una chiesa sussidiaria di Montericco, frazione di Albinea, in provincia di Reggio Emilia. Appartiene al vicariato della Valle del Secchia della diocesi di Reggio Emilia-Guastalla e risale ad un periodo precedente il X secolo.

## Storia
Le prime notizie storiche sulla chiesa pervengono da documenti risalenti all'anno 1000 ma quasi sicuramente l'edificio sacro ha origini più antiche.
Una visita pastorale del 1453 la descrive come di notevoli dimensioni, con un altare maggiore e tre altari laterali.
La nobile famiglia dei Manfredi ne fece decorare, nella seconda metà del XVI secolo, il catino absidale e a lungo tale opera venne attribuita erroneamente alle scuole di Mantegna o di Tiziano.
Nella prima metà del secolo successivo vennero realizzati lavori relativi ad una nuova intonacatura che e in seguito, con la visita del cardinale Rinaldo d'Este, fu in parte rimossa mentre venivano aggiunte, nella sala, quattro cappelle laterali.
Entro il 1854 venne edificata la torre campanaria. Nel 1938 la decorazione affrescata dell'abside fu danneggiata dall'intervento di un canonico e il restauro che ne seguì alterò e falsò i colori originali della decorazione. Anche il prospetto principale venne restaurato in quel momento assumendo un'estetica neoclassica.
Gli ultimi interventi di restauro conservativo si sono realizzati a cavallo tra il XX ed il XXI secolo, ed hanno riguardato la copertura del tetto, i lavori di consolidamento generale, il restauro delle decorazioni e le varie pavimentazioni.

### Ludovico Ariosto chierico della parrocchia
Per un breve periodo, quando Ludovico Ariosto fu al servizio del cardinale Ippolito d'Este, il poeta che aveva ottenuto gli ordini minori e quindi lo status di chierico ebbe in rendita la parrocchiale ma una controversia col conte Ercole Manfredi lo indusse presto a rinunciarvi.

## Descrizione
Il prospetto principale è parzialmente nascosto da un grande portico. Lo stile architettonico è neoclassico. L'interno è a navata unica con cappelle laterali. La copertura è lignea e la pavimentazione in cotto.
All'interno della sala della chiesa due altari sono arricchiti da paliotti policromi in scagliola particolarmente importanti, tra i più belli presenti nelle chiese reggiane.

### Hospice
Il 24 marzo 1997 parte della struttura è divenuta il primo hospice dell'Emilia Romagna, destinato all'assistenza oncologica.